# 大麻勇次
大麻 勇次（おおあさ ゆうじ、1887年（明治20年）1月16日 - 1974年（昭和49年）2月22日）は、日本の剣道家。段位は範士十段。熊本の新陰流（上野新陰流）の和田傳の弟子。

## 経歴
1887年（明治20年）、熊本県玉名市安楽寺に生まれる。弟は後に衆議院議員、国家公安委員会委員長を務める大麻唯男。
1909年（明治42年）から1910年（明治43年）まで、大日本武徳会本部講習生として剣道を修行する。
その後、熊本に帰り、大日本武徳会熊本支部、熊本陸軍幼年学校で剣道を指導する。
1915年（大正4年）、精錬証を授与される。
1921年（大正10年）12月から1945年（昭和20年）まで、大日本武徳会佐賀支部、佐賀県警察部、佐賀高校などの剣道師範を歴任。
1922年（大正11年）、剣道教士号を授与される。
1924年（大正13年）、第1回明治神宮競技大会剣道競技在郷軍人高点試合で優勝。
1929年（昭和4年）、御大礼記念天覧武道大会に指定選士として出場。予選リーグで小関教政、早坂広道、伊藤精司を、準々決勝で小川金之助を破るが、準決勝で高野茂義に敗れる。
1930年（昭和5年）、大日本武徳会から欧米に派遣され、現地の体育状況を6か月間視察。
1936年（昭和11年）、剣道範士号を授与される。
1940年（昭和15年）、紀元二千六百年奉祝天覧武道大会特選試合に出場し、堀田捨次郎との試合を披露。
1947年（昭和22年）、大日本武徳会幹部のため公職追放される。
1951年（昭和26年）、公職追放解除。
1955年（昭和30年）、佐賀県剣道連盟会長に就任。
1958年（昭和33年）、第28回衆議院議員総選挙に熊本1区から無所属で立候補するが落選。
1962年（昭和37年）、全日本剣道連盟から剣道十段を授与される。
1963年（昭和38年）、紫綬褒章を受章。日本剣道使節団長としてアメリカを訪問。
1964年（昭和39年）、全日本剣道道場連盟を結成し、会長に就任（亡くなるまで在任）。
1965年（昭和40年）、勲四等旭日小綬章を受章。
1969年（昭和44年）、佐賀新聞文化賞を受賞。
1971年（昭和46年）、日本少年剣道隊団長としてアメリカを訪問。
1974年（昭和49年）、死去。正五位勲三等を追贈される。
1979年（昭和54年）から、大麻旗争奪剣道大会が開催される。
2005年（平成17年）、全日本剣道連盟剣道殿堂に顕彰される。
佐賀県総合体育館敷地に胸像が建立されている。